# Мері-Естер (Флорида)
Мері-Естер (англ. Mary Esther) — місто (англ. city) в США, в окрузі Окалуса штату Флорида. Населення — 3982 особи (2020).

## Географія
Мері-Естер розташоване за координатами 30°24′42″ пн. ш. 86°39′32″ зх. д. / 30.41167° пн. ш. 86.65889° зх. д. (30.411654, -86.659006).  За даними Бюро перепису населення США в 2010 році місто мало площу 3,89 км², з яких 3,87 км² — суходіл та 0,02 км² — водойми.

## Демографія
Згідно з переписом 2010 року, у місті мешкала 3851 особа в 1616 домогосподарствах у складі 1088 родин. Густота населення становила 991 особа/км².  Було 1779 помешкань (458/км²).
Расовий склад населення:
| - 80,9 % — білих - 7,0 % — чорних або афроамериканців - 5,2 % — азіатів - 0,6 % — корінних американців - 0,1 % — вихідців з тихоокеанських островів - 1,9 % — осіб інших рас |

До двох чи більше рас належало 4,3 %. Частка іспаномовних становила 7,5 % від усіх жителів.
За віковим діапазоном населення розподілялося таким чином: 18,2 % — особи молодші 18 років, 63,8 % — особи у віці 18—64 років, 18,0 % — особи у віці 65 років та старші. Медіана віку мешканця становила 44,6 року. На 100 осіб жіночої статі у місті припадало 97,4 чоловіків;  на 100 жінок у віці від 18 років та старших — 96,4 чоловіків також старших 18 років.
Середній дохід на одне домашнє господарство  становив 73 326 доларів США (медіана — 54 429), а середній дохід на одну сім'ю — 89 971 долар (медіана — 70 085). Медіана доходів становила 44 375 доларів для чоловіків та 31 102 долари для жінок. За межею бідності перебувало 10,0 % осіб, у тому числі 10,5 % дітей у віці до 18 років та 5,8 % осіб у віці 65 років та старших.
Цивільне працевлаштоване населення становило 2080 осіб. Основні галузі зайнятості: роздрібна торгівля — 18,8 %, освіта, охорона здоров'я та соціальна допомога — 16,2 %, науковці, спеціалісти, менеджери — 15,8 %.